# Улица Богдана Гаврилишина (Киев)
У́лица Богдана Гаврилишина — улица в Шевченковском районе города Киева. Пролегает от Берестейского проспекта до улицы Довнар-Запольского и улицы Ростиславской.
К улице Богдана Гаврилишина примыкают улицы Гетьмана Павла Скоропадского, Виктора Ярмолы, Кирилло-Мефодиевская и Старокиевская.
Протяжённость 760 м.

## История
В начале XX столетия улица состояла из переулка Песчаного (на отрезке между улицами Шулявской и нынешней Виктора Ярмолы) и улицы Мариинской (от одноимённой церкви, снесена в 1935 году). В 1-й трети XX столетия продлена до проспекта Победы и вся улица получила название Мариинская. Название в честь писательницы В. Л. Василевской — с 1967 года. 22 февраля 2018 года на пленарном заседании Киевского городского совета депутаты поддержали переименование улицы Ванды Василевской в честь выдающегося украинского экономиста Богдана Гаврилишина.

## Важные учреждения
- Отделение связи № 116 (дом № 18)
- Научно-технический комплекс «Электронприбор» (дом № 27/29)
- Институт последипломного образования Национального университета пищевых технологий (дом № 7)

## Транспорт
- Автобус 31
- Маршрутное такси 179
- Станция метро «Политехнический институт»

## Почтовые индексы
03055, 04116